# Liste der Bodendenkmale in Eyendorf
In der Liste der Bodendenkmale in Eyendorf sind alle Bodendenkmale der niedersächsischen Gemeinde Eyendorf aufgelistet. Die Quelle ist der Denkmalatlas Niedersachsen. Der Stand der Liste ist der 6. Oktober 2024.

## Allgemein
In den Spalten finden sich folgende Informationen des Bodendenkmales:
Lagegeographische Koordinaten
BezeichnungBezeichnung lt. Denkmalatlas
BeschreibungBeschreibung lt. Denkmalatlas
IDObjekt-ID
BildBild, ggf. zusätzlich mit Link zu weiteren Fotos im Medienarchiv Wikimedia Commons.

## Eyendorf
| Lage                        | Bezeichnung               | Beschreibung | ID       | Bild           |
| --------------------------- | ------------------------- | --- | -------- | -------------- |
| 53° 11′ 10″ N, 10° 8′ 46″ O | Eyendorf 6, Großsteingrab | Zerstörte Steinkammer eines Richtung Nordwest-Südost ausgerichteten Großsteingrabes. Eine ehemals vierjochige Kammer, deren Eingang in der Mitte der südwestlichen Langseite in einem Pflaster und einem Schwellenstein bei Ausgrabungen aufgedeckt wurde. Es zeigte sich, dass sich auch die beiden Tragsteine der südwestlichen Langseite sowie der anschließende Gangstein in Originallage befinden. Während der Ausgrabung wurden Steinwerkzeuge und Keramik der jungsteinzeitlichen Trichterbecherkultur geborgen. Die nun restaurierte Kammer besteht aus insgesamt 10 Trägersteinen und 2 Decksteinen am NW-Ende. L. der Kammer 5 m; Br. 2 m; 2 Gangsteine am SW-Eingang. Dm. des umgebenden Erdhügels 10 m; H. 1 m. | 28961142 | Weitere Bilder |
| 53° 11′ 7″ N, 10° 8′ 49″ O  | Eyendorf 7, Großsteingrab | Stark gestörte Reste eines Großsteingrabs. Die Decksteine und vermutlich auch einige Trägersteine sind geraubt. Der Erhaltungszustand der Kammer ist ungewiss. | 28961143 | Weitere Bilder |
| 53° 11′ 7″ N, 10° 8′ 50″ O  | Eyendorf 8, Großsteingrab | Stark gestört, in ungefährer N-S-Ausrichtung. Decksteine nicht mehr vorhanden. Die westl. Reihe der Trägersteine ist in ihrer Richtung noch gut erkennbar. Vermutlich ist die eingeschachtete Kammer noch ziemlich gut erhalten. 3,5 m Br. und 6,5 m L. | 28961144 | BW             |
| 53° 10′ 42″ N, 10° 8′ 14″ O | Eyendorf 11, Grabhügel    | Völlig zerwühlt. Dm. 12 m, mit steinfreier Oberfläche. | 28961135 | BW             |
| 53° 11′ 57″ N, 10° 7′ 46″ O | Eyendorf 17, Grabhügel    | | 28961145 | BW             |
| 53° 11′ 56″ N, 10° 7′ 37″ O | Eyendorf 45, Grabhügel    | Rund, SW-Seite von Waldweg überquert. Im Zentrum alte längliche Einkuhlung. Vereinzelt plattige Granitsteine. Dm. 13 m; H. 0,7 m. | 28961146 | BW             |